# John S. Kolasheski

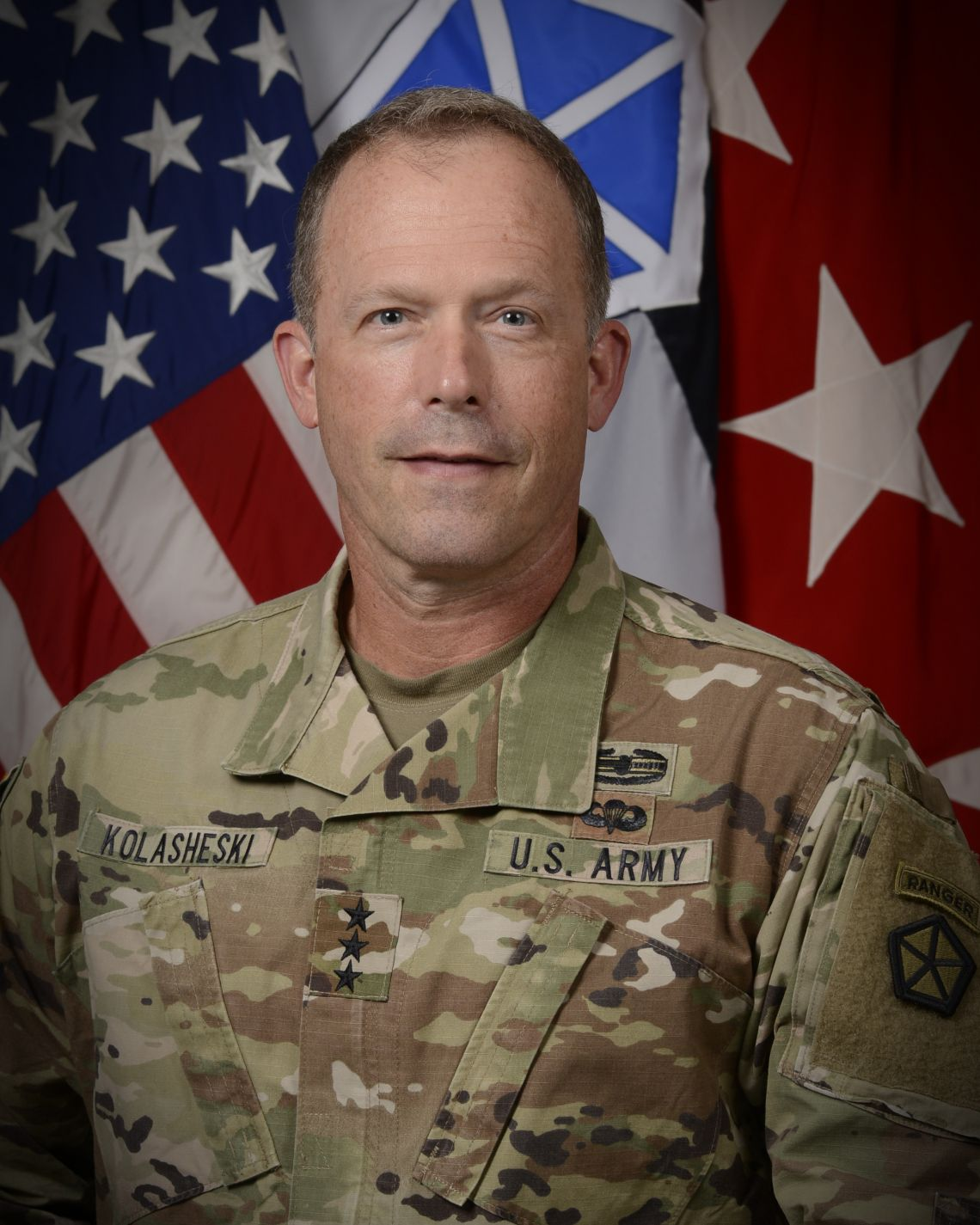
John S. Kolasheski

John Stephen Kolasheski (* 8. November 1966) ist ein pensionierter Generalleutnant der United States Army. Er war unter anderem Kommandeur der 1. Infanteriedivision. Zuletzt kommandiert er das V. Korps.
Über das ROTC-Programm der Bucknell University in Lewisburg in Pennsylvania gelangte er im Jahr 1989 in das Offizierskorps des US-Heeres. Dort wurde er als Leutnant den Panzereinheiten zugeteilt. In der Armee durchlief er anschließend alle Offiziersränge vom Leutnant bis zum Drei-Sterne-General.
Im Lauf seiner militärischen Karriere absolvierte Kolasheski verschiedene Kurse und Schulungen. Dazu gehörten unter anderem der Armor Officer Basic Course, der Infantry Officer Advanced Course, der Field Artillery Officer Advanced Course, das Command and General Staff College und das United States Army War College. Außerdem erhielt er einen akademischen Grad von der University of Central Florida.
In seinen jüngeren Jahren absolvierte er den für Offiziere in den niederen Rangstufen üblichen Dienst in unterschiedlichen Einheiten und Standorten. Dazu gehörten auch Aufgaben als Stabsoffizier in verschiedenen Hauptquartieren. Kolasheski kommandierte im Verlauf seiner Karriere Einheiten auf fast allen Ebenen vom Zugführer bis zum Korpskommandeur. In den Jahren 1995 bis 1997 war er in Kuwait stationiert. Dabei nahm er an der Operation Desert Strike teil. Später war er unter anderem in Schweinfurt und Würzburg in Deutschland und in der Türkei stationiert.
In den Jahren 2003 bis 2005 war er mit der 1. Infanteriedivision im Irakkrieg eingesetzt. Später war er Stabsoffizier bei USAREUR in Heidelberg (Special Assistant to the Commanding General United States Army Europe and 7th Army). In den Jahren 2009 bis 2012 war er mit der 4. Infanteriedivision in Afghanistan eingesetzt. Dort kommandierte er deren 2. Brigade (2nd Brigade Combat Team). Im weiteren Verlauf war John Kolasheski Stabsoffizier beim United States Army Forces Command und dann in den Jahren 2014 und 2015 bei der NATO-Mission in Afghanistan mit Sitz in Kabul.
Am 2. Juli 2015 erreichte John Kolasheski mit seiner Beförderung zum Brigadegeneral die Generalsränge. Kurz zuvor hatte er im Juni 2015 die Leitung der Stabsabteilung für Operationen (G3) der 1. Infanteriedivision in Fort Riley übernommen. Dieses Amt bekleidete er bis zum Mai 2016. Es folgte eine Versetzung zum Fort Benning, dem heutigen Fort Moore, in Georgia. Dort kommandierte er zwischen Juni 2016 und April 2017 die United States Army Armor School. Anschließend übernahm er in Fort Bragg, dem heutigen Fort Liberty, in North Carolina die Leitung der kombinierten Stabsabteilung G-3/5/7 des United States Army Forces Commands. Diese Aufgabe nahm er zwischen April 2017 und Juni 2018 wahr. In diese Zeit fiel am 2. April 2018 seine Beförderung zum Generalmajor.
Im Juni 2018 kehrte er nach Fort Riley zurück, wo er das Kommando über die 1. Infanteriedivision übernahm, das er bis zum August 2020 innehatte. Teile der Division nahmen an der Operation Atlantic Resolve in Europa teil. Zeitweise befand sich das Divisionshauptquartier in Posen in Polen.
Am 4. August 2020 wurde John Kolasheski zum Generalleutnant befördert. Gleichzeitig erhielt er das Kommando über das V. Korps das damals in Fort Knox in Kentucky reaktiviert wurde. Teile des Korps wurden später übergangsweise nach Ansbach und dann ebenfalls nach Posen verlegt. Das amerikanische Hauptquartier blieb aber in Fort Knox. John Kolasheski behielt das Kommando über das V. Korps bis zum 8. April 2024 als Charles Costanza seine Nachfolge antrat. Am gleichen Tag trat er in den Ruhestand.

## Orden und Auszeichnungen
Er erhielt im Lauf seiner militärischen Laufbahn unter anderem folgende Auszeichnungen:
- Army Distinguished Service Medal
- Defense Superior Service Medal
- Legion of Merit
- Bronze Star Medal